# Cantone di Montfaucon-Montigné
Il Cantone di Montfaucon-Montigné era una divisione amministrativa dell'arrondissement di Cholet.
È stato soppresso a seguito della riforma complessiva dei cantoni del 2014, che è entrata in vigore con le elezioni dipartimentali del 2015.
Comprendeva i comuni di:
- Le Longeron
- Montfaucon-Montigné
- La Renaudière
- La Romagne
- Roussay
- Saint-André-de-la-Marche
- Saint-Crespin-sur-Moine
- Saint-Germain-sur-Moine
- Saint-Macaire-en-Mauges
- Tillières
- Torfou